# Phaseolus anisophyllus
Phaseolus anisophyllus là một loài thực vật có hoa trong họ Đậu. Loài này được (Piper) Freytag & Debouck mô tả khoa học đầu tiên năm 2002.